# Freccia Vallone femminile 2015
La Freccia Vallone femminile 2015, diciottesima edizione della corsa e valida come quarta prova della Coppa del mondo di ciclismo su strada femminile 2015, si svolse il 22 aprile 2015 su un percorso di 121 km, con partenza da Huy e arrivo al Muro di Huy, in Belgio. La vittoria fu appannaggio dell'olandese Anna van der Breggen, la quale completò il percorso in 3h18'46", alla media di 36,525 km/h, precedendo l'olandese Annemiek van Vleuten e la statunitense Megan Guarnier.
Sul traguardo del muro di Huy 106 cicliste, su 143 partite da Huy, portarono a termine la competizione.

## Percorso
L'edizione 2015, vide un percorso diverso da quello dell'edizione precedente: tra le differenze più significative vi fu l'assenza della Côte de Bousalle e della Côte d'Ahin.

### Muri
| Numero | Nome             | Chilometro | Lunghezza (m) | Pendenza media (%) |
| ------ | ---------------- | ---------- | ------------- | ------------------ |
| 1      | Côte d'Ereffe    | 12         | 2100          | 5                  |
| 2      | Côte de Bellaire | 31         | 1000          | 6,3                |
| 3      | Côte de Bohissau | 39,5       | 2400          | 5,5                |
| 4      | Muro di Huy      | 57,5       | 1300          | 9,6                |
| 5      | Côte d'Ereffe    | 70         | 2100          | 5                  |
| 6      | Côte de Bellaire | 89,5       | 1000          | 6,3                |
| 7      | Côte de Bohissau | 97,5       | 2400          | 5,5                |
| 8      | Côte de Cherave  | 115,5      | 1300          | 8,1                |
| 9      | Muro di Huy      | 121        | 1300          | 9,6                |

## Resoconto degli eventi
Nella prima ora di corsa, il ritmo fu sostenuto (media di 38 km/orari) e, nonostante alcuni tentativi di fuga, le atlete rimasero raggruppate. Pauline Ferrand-Prévot fu vittima di un problema meccanico e si staccò dal gruppo principale, ma riprese la testa della corsa, a 5 km dal primo passaggio sul traguardo. Il primo attacco vero e proprio avvenne dopo 81 km, su iniziativa della statunitense Lauren Komanski e dell'australiana Lizzie Williams, ma esse non ebbero mai più di 20 secondi di vantaggio e vennero riassorbite molto velocemente. Al secondo passaggio sulla Côte de Bohissau, il gruppo si ridusse a 25 unità; a 20 km dal traguardo, Roxane Knetemann e Annemiek van Vleuten attaccarono e rapidamente guadagnarono terreno, fino a raggiungere ben 1'10" ai -17 Km dal traguardo. Ai piedi della Côte de Cherave il vantaggio diminuì a 40"; su questa penultima ascesa vi fu il contrattacco di Anna van der Breggen, Ferrand-Prévot, Ashleigh Moolman, Evelyn Stevens e Megan Guarnier, le quali rientrarono sulle 2 battistrade. L'azione decisiva avvenne ai -450m con la van der Breggen che prese il largo e vinse in solitaria.

## Ordine d'arrivo (Top 10)
| Pos. | Corridore              | Squadra       | Tempo    |
| ---- | ---------------------- | ------------- | -------- |
| 1    | Anna van der Breggen   | Rabo-Liv      | 3h18'46" |
| 2    | Annemiek van Vleuten   | Bigla         | a 12"    |
| 3    | Megan Guarnier         | Boels-Dolmans | a 20"    |
| 4    | Ashleigh Moolman       | Bigla         | a 32"    |
| 5    | Katarzyna Niewiadoma   | Rabo-Liv      | a 40"    |
| 6    | Evelyn Stevens         | Boels-Dolmans | a 44"    |
| 7    | Roxane Knetemann       | Rabo-Liv      | a 46"    |
| 8    | Pauline Ferrand-Prévot | Rabo-Liv      | a 57"    |
| 9    | Alena Amjaljusik       | Velocio-SRAM  | a 1'07"  |
| 10   | Emma Johansson         | Orica-AIS     | s.t.     |